# Koserz (Nowa Sól)
Koserz (również Pleszówek) (niem. Kusser) – część miasta Nowa Sól, w województwie lubuskim, w powiecie nowosolskim.
Leży na północy miasta, w rejonie ulicy Zielonogórskiej, przy drodze na Modrzycę, do której wcześniej należał.
W 1992 roku rozpoczęto budowę miejscowego kościoła pw. Wniebowzięcia Najświętszej Maryi Panny, jego konsekrowanie odbyło się w maju 2000 roku.
1 stycznia 1986 włączony do Nowej Soli (jako część wsi Modrzyca o powierzchni 71,28 ha).
Nazwa oboczna Pleszówek jest używana zwyczajowo przez mieszkańców, lokalną parafię, lokalne media oraz samorząd.